# Serpula planorbis
Serpula planorbis är en ringmaskart som beskrevs av Carl von Linné 1758. Serpula planorbis ingår i släktet Serpula och familjen Serpulidae. Inga underarter finns listade i Catalogue of Life.